# ドゥヴォス・パトリック
ドゥヴォス・パトリック（Patrick Henri de Vos、1955年11月26日 - ）は、ベルギー領コンゴ出身の舞台芸術研究者。東京大学名誉教授。野間文芸翻訳賞受賞。

## 人物・経歴
ベルギー領コンゴ（現在のコンゴ民主共和国）ボーマ生まれ。1978年パリ第7大学仏文学科卒業。1984年フランス国立東洋言語文化学院DEA課程修了。1988年同博士課程単位取得退学。1991年野間文芸翻訳賞受賞。1992年東京大学教養学部助教授。2009年東京大学大学院総合文化研究科教授。
2021年東京大学名誉教授。専門は日本舞台芸術、フランス舞台芸術。

## 著作
- "Littérature japonaise contemporaine – Essais" Picquier 1989年
- "Danser en 68 – perspectives internationales" Deuxième époque 2018年
- 『フランス語1〈’18〉〉』放送大学教育振興会 2018年
- 『フランス語2〈’18〉〉』放送大学教育振興会 2018年

## 翻訳
- "La Course au mouton sauvage" Seuil 1990年
- 『欲望と誤解の舞踏:フランスが熱狂した日本のアヴァンギャルド』（監訳）慶應義塾大学出版会 2017年